# Ralph Weber
Pour les articles homonymes, voir Weber.
Ralph Weber est un skieur alpin suisse, né le 31 mai 1993 à Saint-Gall et spécialisé dans les épreuves de vitesse.
Champion du monde juniors de Super G et vice-champion du monde juniors de descente en 2012.
Champion de Suisse de descente en 2021.
En 2022, il termine à la 3ème place du classement général de la Coupe d'Europe et remporte le classement de la descente pour la deuxième fois.

## Biographie
Il est présent dans les compétitions officielles de la FIS depuis qu'il a quinze ans, à partir de la saison 2008-2009.
Aux Championnats du monde junior 2012, il est médaillé d'or en super-G et médaillé d'argent en descente. Sa victoire en super-G lui donne le droit de disputer les finales de coupe du monde de Schladming, son premier départ sur le circuit mondial. Il s'en classe 22e. Il obtient son premier top 10 mondial en décembre 2014 lors de la descente de Santa Caterina (10e).
En Coupe d'Europe, à laquelle il participe depuis 2011, il remporte le classement de descente en 2013.

## Palmarès

### Coupe du monde
- Première course : 15 mars 2012, Super G de Schladming, 22e
- Meilleur résultat : 10e à la descente de Santa Caterina 2014 et de Wengen 2020
- Meilleur classement général : 63e en 2016
- Meilleur classement en descente : 31ème en 2021

| Année/Classement | Année/Classement | Général | Général | Descente | Descente | Super-G | Super-G | Combiné | Combiné |
| ---------------- | ---------------- | ------- | ------- | -------- | -------- | ------- | ------- | ------- | ------- |
| Année/Classement | Année/Classement | Class.  | Points  | Class.   | Points   | Class.  | Points  | Class.  | Points  |
| 2014-2015        | 2014-2015        | 108e    | 32      | 41e      | 26       | 50e     | 6       | -       | -       |
| 2015-2016        | 2015-2016        | 63e     | 154     | 36e      | 39       | 23e     | 99      | 28e     | 16      |
| 2016-2017        | 2016-2017        | 112e    | 26      | 51e      | 4        | 32e     | 22      | -       | -       |
| 2017-2018        | 2017-2018        | 101e    | 36      | -        | -        | 37e     | 21      | 25e     | 15      |
| 2018-2019        | 2018-2019        | 157e    | 1       | -        | -        | 61e     | 1       | -       | -       |
| 2019-2020        | 2019-2020        | 99e     | 51      | 36e      | 38       | -       | -       | 31e     | 13      |
| 2020-2021        | 2020-2021        | 95e     | 44      | 31e      | 40       | 52e     | 4       | -       | -       |
| 2021-2022        | 2021-2022        | 114e    | 25      | 48e      | 11       | 41e     | 14      | -       | -       |

### Coupe d'Europe
- Première course : 7 janvier 2011, Super G de Wengen, 52e
- Premier top30 : 11 janvier 2012, descente de Val d'Isère, 16ème
- Premier top10 : 26 janvier 2012, descente de Zauchensee, 9ème
- Premier podium : 8 février 2012, descente de Sarntal, 2ème
- Première victoire : 10 janvier 2013, descente de Wengen
- 24 podiums, dont 8 victoires (4 en descente, 3 en Super G et 1 en combiné)
- 3e du général en 2022
- Gagnant du classement de la descente en 2013 et 2022

| Année/Classement | Année/Classement | Général | Général | Descente | Descente | Super-G | Super-G | Combiné | Combiné |
| ---------------- | ---------------- | ------- | ------- | -------- | -------- | ------- | ------- | ------- | ------- |
| Année/Classement | Année/Classement | Class.  | Points  | Class.   | Points   | Class.  | Points  | Class.  | Points  |
| 2011-2012        | 2011-2012        | 49e     | 168     | 9e       | 155      | 58e     | 13      | -       | -       |
| 2012-2013        | 2012-2013        | 15e     | 415     | 1er      | 373      | 60e     | 6       | 7e      | 36      |
| 2013-2014        | 2013-2014        | 15e     | 336     | 5e       | 224      | 40e     | 12      | 2e      | 100     |
| 2014-2015        | 2014-2015        | 32e     | 231     | 11e      | 195      | 26e     | 36      | -       | -       |
| 2015-2016        | 2015-2016        | 31e     | 224     | 11e      | 180      | 36e     | 24      | 20e     | 20      |
| 2016-2017        | 2016-2017        | 113e    | 54      | 62e      | 3        | 33e     | 40      | 42e     | 11      |
| 2017-2018        | 2017-2018        | 33e     | 232     | 13e      | 121      | 23e     | 89      | 22e     | 22      |
| 2018-2019        | 2018-2019        | 70e     | 131     | -        | -        | 11e     | 131     | -       | -       |
| 2019-2020        | 2019-2020        | 13e     | 309     | 11e      | 120      | 5e      | 165     | 20e     | 24      |
| 2020-2021        | 2020-2021        | 4e      | 494     | 7e       | 160      | 2e      | 325     | 22e     | 9       |
| 2021-2022        | 2021-2022        | 3e      | 555     | 1er      | 419      | 13e     | 136     | -       | -       |

### Championnats du monde junior
| Édition / Épreuve                   | Descente | Super-G | Super combiné |
| ----------------------------------- | -------- | ------- | ------------- |
| Mondiaux juniors 2011 Crans-Montana | 9e       | 17e     | -             |
| Mondiaux juniors 2012 Roccaraso     | Argent   | Or      | -             |
| Mondiaux juniors 2013 Québec        | 6e       | 10e     | -             |
| Mondiaux juniors 2014 Jasná         | -        | DNF     | DNF1          |

### Championnat de Suisse
Champion de descente 2021
 Vice-champion de combiné 2012
 Vice-champion de Super G 2015
 Troisième en descente 2013